# Anita Błochowiak
Anita Błochowiak (* 7. November 1973 in Pabianice) ist eine polnische Politikerin und seit 2001 Abgeordnete des Sejm in der IV., V. und VI. Wahlperiode.

## Lebenslauf
Anita Błochowiak machte einen Abschluss in der Fakultät für Management an der Universität Łódź. 1998 arbeitete sie in als Marketing-Leiterin in der Textilfirma Ortal in Łódź, danach im Pharmaunternehmen Aflopa S.A. Von 1999 bis 2001 war sie stellvertretende Leiterin der Ökologischen Leasinggesellschaft Eko-Pomoc S.A. (ein Tochterunternehmen des Łódźer Woiwodschaftsfonds für Umweltschutz).
Sie war Gründerin und Vorsitzende eines lokalen Verbandes der Jungen Fraktion der Socjaldemokracja Rzeczypospolitej Polskiej (Sozialdemokratie der Republik Polen – SdRP). Im Alter von 25 Jahren wurde sie Abgeordnete und zwei Jahre später Stellvertretende Vorsitzende des Stadtrats von Pabianice. In den Parlamentswahlen 2001 und 2005 wurde sie über die Liste des Sojusz Lewicy Demokratycznej (Bund der Demokratischen Linken – SLD) für den Wahlkreis Sieradz in den Sejm gewählt.
Auf Grundlage eines Sejmbeschlusses vom 28. Februar 2003 wurde sie anstelle von Ryszard Kalisz Mitglied des Untersuchungsausschusses zur Rywin-Affäre. Am 5. April 2004 verabschiedete dieser Untersuchungsausschuss (mit den Stimmen der Vertreter der SLD und der Samoobrona sowie eines fraktionslosen Abgeordneten) einen von Błochowiak erstellten Bericht, wonach Lew Rywin als Einzeltäter gehandelt und es keine „Gruppe, die die Macht in den Händen hält“ (grupa trzymająca władzę) gegeben habe. Dieser Bericht wurde von der Mehrheit im Sejm abgelehnt und dafür der von Zbigniew Ziobro verfasste Bericht angenommen.
Bei den Parlamentswahlen 2007 wurde sie mit 22.698 Stimmen zum dritten Mal Abgeordnete im Sejm über die Liste der Lewica i Demokraci (Linke und Demokraten – LiD). Sie ist Stellvertretende Vorsitzende der Sejm-Kommission für Öffentliche Finanzen und Mitglied in der Sejm-Kommission für Wirtschaft.
Am 22. April 2008 wurde sie Mitglied der Fraktion Lewica.